# Hugh Russell
Hugh Russell, född 15 december 1959 i Belfast, Nordirland, död 13 oktober 2023, var en nordirländsk boxare som tävlade för Storbritannien och Irland. Vid olympiska sommarspelen 1980 i Moskva representerade han Irland och tog då OS-brons i flugviktsboxning. I semifinalen förlorade Russell mot bulgaren Peter Lessov.